# Lubonie

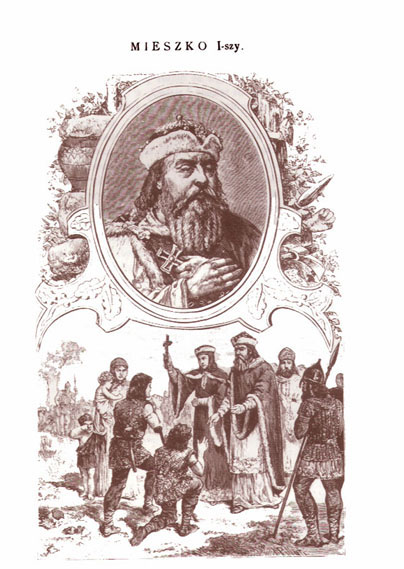
Mieszko i Dobrawa wśród poddanych (ryc. Ksawerego Pillatiego, 1888)

Lubonie: Powieść z X wieku – powieść historyczna Józefa Ignacego Kraszewskiego z 1876 roku, należąca do cyklu Dzieje Polski.
Dwutomowy utwór powstały jako drugie ogniwo wielkiego cyklu powieściowego, ukończony w Dreźnie w marcu 1876, kilka miesięcy później ogłoszony drukiem w Krakowie. Dedykowany działaczowi niepodległościowemu Bronisławowi Zaleskiemu przebywającemu na emigracji w Paryżu. W 1889 powieść ukazała się w Petersburgu w przekładzie rosyjskim; po polsku miała nie tylko liczne wydania (trzynaście do 1959 r.), lecz i popularne przeróbki (K. Łozińskiej, W. Leliwy).

## Zarys fabuły
Akcja rozgrywa się w latach 964–973. Zamożny władyka Luboń cierpi po utracie syna Własta, który został pojmany podczas walk z Niemcami. Pewnego dnia Włast jednak po kilkunastu latach nieoczekiwanie powraca. Traktowany przez część bliskich z rezerwą, ukrywa fakt, że w Niemczech przyjął wiarę chrześcijańską i jest duchownym przybyłym jako ojciec Matia, by nawracać swych ziomków. Prowadzi to do nieuchronnego konfliktu z rodziną i rodakami, dla których chrześcijaństwo to wiara wrogów. Wśród nielicznych po stronie Własta-Matii staje tylko siostra Hoża i kochający ją Jarmierz – ulubieniec starego Lubonia, zastępujący mu dotąd syna.
Tymczasem władca Polan Mieszko I ze względów politycznych także postanawia przyjąć chrzest i poślubić czeską księżniczkę Dobrawę. W swoich planach szuka sprzymierzeńców wśród coraz liczniejszych chrześcijan, którzy na razie ostrożnie skrywają swą wiarę. W tym celu sprowadza na swój dwór Własta, aby wraz z innymi służył mu w dziele stopniowej chrystianizacji kraju. Najpierw bowiem musi rozprawić się z opozycją w najbliższym otoczeniu, a następnie – zmóc opór tkwiącej w pogaństwie ludności podburzanej przez wróżbitów i gęślarzy wiernych starym bogom. Podejmujący to wyzwanie o. Matia, z pomocą Jarmierza i siostry zwanej po chrzcie Hanną, staje się bojownikiem i męczennikiem nowej wiary.

## Cechy powieści
Odtwarzając czasy Mieszka, wśród dwóch najważniejszych ówcześnie wydarzeń politycznych autor wyszedł wprawdzie od aktu zawarcia przymierza z czeskim Bolkiem "Lutym", ale uwagę swą skupił na drugim, tj. na chrystianizacji Polski, czemu w całości podporządkował też wątek fikcyjny – dzieje tytułowej rodziny Luboniów. „Utwór ten posiada duże walory artystyczne, wyrażające się w zwartości kompozycyjnej, w żywo rozwijającej się akcji, w wielu ciekawych i pięknych artystycznie ustępach oraz w doskonałej charakterystyce postaci”.
Rozwijająca się wartko akcja powieści przechodzi od statycznych opisów do scen dynamicznych. Pisarz wplata w nią żywe dialogi i elementy epickie (opisy przyrody itp.). Niemałą rolę w jej rozwoju odgrywa przypadek – szczególnie w momentach związanych z wątkiem fikcyjnym. Oddziałując na uczucia i wyobraźnię odbiorcy, autor wprowadził też do powieści żywioł irracjonalny w postaci przepowiedni i wróżb oraz sceny pełne tajemniczości i tragicznej wymowy.
W Luboniach pisarz wykazał swą skłonność do tworzenia silnie zindywidualizowanych postaci przerastających swe środowisko, przy czym można zauważyć pewne różnice w kreowaniu postaci historycznych (ograniczenie przekazami źródłowymi) i fikcyjnych (swoboda twórczej wyobraźni). Wśród historycznych pierwszorzędna jest nakreślona po mistrzowsku „postać Mieszka, pełna życia i namiętności, które nieraz kierują jego czynami. Kraszewski pokazuje go jako dobrego polityka i dyplomatę, odważnego wojownika, mądrego władcę… Nie pozbawia go też słabostek związanych z życiem prywatnym”.
Te zalety przysłaniają określone nieścisłości historyczne, wynikające raczej z ówczesnego stanu wiedzy niż ze swoistej interpretacji autora. Przygotowując się starannie do tworzenia, Kraszewski oparł się głównie na relacji z Kroniki Thietmara (uzupełnionej o wiadomości z Dziejów Polski Długosza) oraz na pracach uznanych historyków rodzimych: Lelewela, Bandtkiego, Maciejowskiego i Szajnochy.